# Національна премія України імені Тараса Шевченка — лауреати 2019 року
Лауреати Національної премії України імені Тараса Шевченка за 2019 рік:
| Номінація                   | Лауреат                                                   | Обґрунтування |
| --------------------------- | --------------------------------------------------------- | --- |
| Кіномистецтво               | Бондарчук Роман Леонідович, режисер                       | за повнометражний ігровий фільм «Вулкан» |
| Журналістика і публіцистика | Горинь Богдан Миколайович, публіцист                      | за есе-колаж «Святослав Гординський на тлі доби» у двох книгах |
| Журналістика і публіцистика | Забужко Оксана Стефанівна, письменниця                    | за книгу «І знов я влізаю в танк…» |
| Театральне мистецтво        | Держипільський Ростислав Любомирович, режисер-постановник | за вистави «Енеїда» І. Котляревського, «Вона — Земля» В. Стефаника, «HAMLET» В. Шекспіра, «Оскар і Рожева Пані» Е.-Е. Шмітта Івано-Франківського національного академічного драматичного театру імені Івана Франка |
| Візуальне мистецтво         | Чебаник Василь Якович, художник                           | за проєкт «Графіка української мови» |
| Музичне мистецтво           | Шейко Володимир Олександрович, художній керівник          | головному диригентові Заслуженого академічного симфонічного оркестру Українського радіо — за аудіозаписи творів українських композиторів до Фонду Українського радіо, концертні програми 2013—2018 років           |

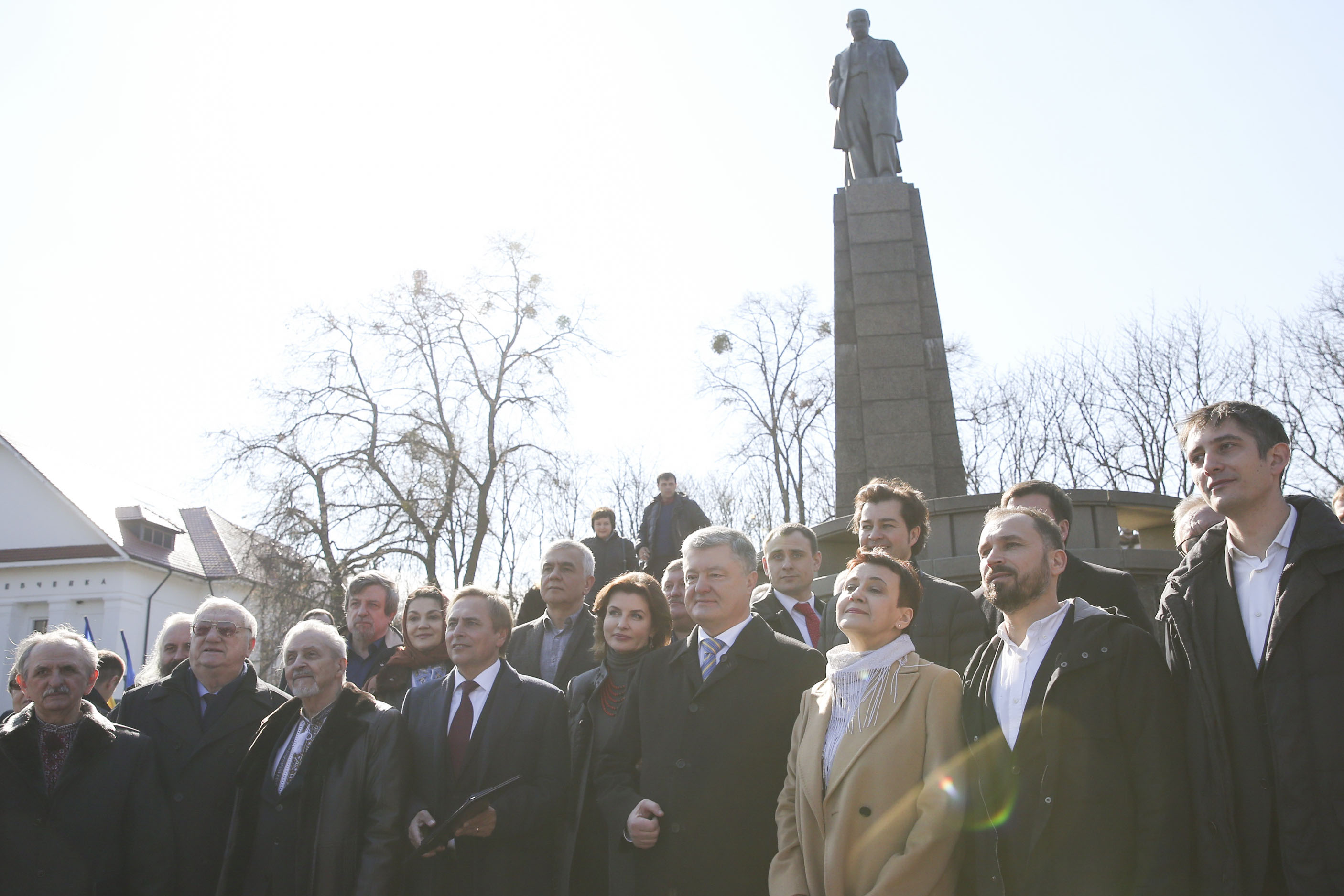
Президент України Петро Порошенко та його дружина Марина Порошенко разом з лауреатами премії

Премії 9 березня 2019 року під час заходів з нагоди вшанування пам'яті Кобзаря у Каневі на Чернечій горі вручав лавреатам Президент України Петро Порошенко.
На 2019 рік розмір Національної премії України імені Тараса Шевченка встановлений у розмірі 200 тисяч гривень кожна.